# Белфастское соглашение
Бе́лфастское соглаше́ние (ирл. Comhaontú Bhéal Feirste, англ. Belfast Agreement), оно же Соглаше́ние Страстно́й пя́тницы (ирл. Comhaontú Aoine Chéasta, англ. Good Friday Agreement) — соглашение о политическом урегулировании конфликта в Северной Ирландии, предусматривавшее создание автономных органов власти, также был предложен ряд других мер, касающихся политических и конституционных аспектов североирландского конфликта.
Соглашение предусматривало:
- Избрание Североирландской Ассамблеи, обладающей законодательными полномочиями.
- Формирование Исполнительного комитета в составе 12 министров обеих главных конфессий для исполнения функции правительства Северной Ирландии.
- Создание министерства межирландского совета в рамках сотрудничества между Северной Ирландией и Ирландской Республикой.
- Создание межправительственного Совета Британских островов, включающего представителей Великобритании, Ирландии, Ольстера, Шотландии и Уэльса.
- Внесение поправок в Конституцию Республики Ирландия относительно территориальных претензий на Северную Ирландию.
- Разоружение военизированных группировок Северной Ирландии в течение ближайших двух лет после проведения референдума, за которым должно последовать исполнение обещания об освобождении североирландских заключённых из тюрем.
- Реформа ольстерской полиции, в соответствии с планом Паттена[1].

План реформы предусматривал уравнение в количестве протестантов и католиков, служащих в полиции, создание комиссии для контроля над соблюдением прав человека, а также исключения из официального названия полиции слова «Королевская», что имело значительную символическую окраску, подчёркивающую дореволюционный статус Северной Ирландии. Но, несмотря на основательный и достаточно хорошо разработанный план, он был одобрен только Североирландским парламентом, а основные политические партии высказали некоторое недовольство, по различным пунктам.
Соглашение было подписано в Белфасте 10 апреля 1998 года (пятница) британским и ирландским правительствами и одобрено большинством политических партий Северной Ирландии (единственной политической партией, выступившей против, была Демократическая юнионистская партия во главе с Ианом Пейсли), в том числе ранее запрещённой «Шинн Фейн», политического крыла IRA. 23 мая 1998 года Соглашение было одобрено избирателями Северной Ирландии в ходе референдума. В тот же день избиратели в Республике Ирландии проголосовали за изменение конституции в соответствии с Соглашением.
Обсуждение соглашения продолжалось в Ольстере 22 месяца.

## Референдум
Результаты двух одновременных референдумов относительно Белфастского соглашения были следующими:
|                     | Явка | За               | Против         |
| ------------------- | ---- | ---------------- | -------------- |
| Северная Ирландия   | 81 % | 676,966 (71 %)   | 274,879 (29 %) |
| Республика Ирландия | 56 % | 1,442,583 (94 %) | 85,748 (6 %)   |

В результате подписания соглашения была воссоздана Североирландская ассамблея, действующая через полномочный исполнительный комитет, состоящая из 108 членов, целью которой является решение экономических и социальных проблем. Ассамблея избрана 25 июня 1998 года. Также были созданы Совет министров Севера и Юга для оформления взаимодействия между разными частями острова Ирландия и Британо-ирландский совет для оформления взаимоотношений между всеми органами представительной власти Британских островов и Ирландии.
25 июня 1998 года были проведены выборы в Ассамблею. Большинство в ней, получив 28 мест, заняла Ольстерская юнионистская партия, лидер — Дэвид Тримбл. 24 места набрала Социал-демократическая и лейбористская партия, лидер — Джон Хьюм. Третьей с 20 местами в Ассамблее стала Демократическая юнионистская партия, лидер — Ян Пэйсли. Немного меньше — 18 мест набрала Шинн Фейн, лидер — Джерри Аддамс.
В соответствии с Актом о Северной Ирландии 1998 года, принятым в рамках Белфастских соглашений, создание Ассамблеи должно было проходить в два этапа. В ходе первого, так называемого пре-деволюционного этапа, были созданы механизмы, органы и комитеты для быстрой и эффективной окончательной передачи полномочий Североирландскому парламенту. В частности был создан специальный комитет по обеспечению передачи полномочий новой ассамблеи, также было утверждено положение о создании новых департаментов, в том числе обеспечивающих межправительственное сотрудничество с Республикой Ирландия. В результате ко 2 декабря 1999 года парламентские полномочия были окончательно переданы Ассамблее.

## Парламентские кризисы
11 февраля 2000 года международная комиссия, созданная в рамках Белфастского соглашения, заявила о невыполнении Ирландской республиканской армией обязательств по разоружению, что привело к принятию нового Акта о Северной Ирландии, который ограничивал действия Ассамблеи, предположительно до 30 мая 2000 года. Это означало возвращение прямого правления в Северной Ирландии. Следующий парламентский кризис произошёл в октябре 2002 года. Впервые это не было связано с процессом разоружения Ирландской республиканской армии и других вооружённых группировок, а имел место внутриправительственный скандал. В ходе произошедшего скандала представители Шинн Фейн были обвинены в шпионаже, и трое из них впоследствии были осуждены. В связи с этими событиями, 28 апреля 2003 года, прямо в преддверии майских выборов, Североирландская ассамблея была вновь распущена, а выборы перенесены на ноябрь 2003 года.
Ноябрьские выборы сместили с лидирующих позиций Ольстерскую юнионистскую партию и поменяли парламентский состав. Демократическая юнионистская партия получила 32 места, Шинн Фейн и Ольстерская юнионистская партия — по 20 мест, и Социал-демократическая лейбористская партия получила 18 мест в парламенте.
С января 2004 года Ассамблея была восстановлена. Но уже в конце года произошло крупнейшее в Великобритании ограбление — в одном из банков Белфаста было похищено около 20 миллионов фунтов стерлингов, в ходе расследования полиция заявила о причастности к этому ИРА. В ответ на это в феврале 2005 года Ирландская Республиканская Армия отказалась от объявленного ранее плане перемирия. В результате в 2006 году был издан новый Акт о Северной Ирландии, по которому власть снова переходила от парламента к правительству. После принятия данного акта была создана временная Ассамблея, членами которой стали 108 депутатов, избранных в 2003 году. Они постановили передать все полномочия по восстановлении ассамблеи правительству Северной Ирландии и созвали новые переговоры Британского и Ирландского правительств, которые состоялись в городе Сент–Эндрюс в октябре 2006 года. Соглашения в Сент-Эндрюс, подписанные 13 октября 2006 года, провозгласили создание новой Временной Ассамблеи, определили график восстановления полномочий парламента Северной Ирландии, установили срок выборов в восстановленную Ассамблею на 7 марта 2007 года, и окончательную дату восстановления полномочий Североирландской Ассамблеи на 26 марта 2007 года.
На выборах 2007 года победу одержала Демократическая Юнионистская Партия, получив 36 мест в Ассамблее, 28 мест получили представители партии Шинн Фейн, 18 мест — Ольстерская Юнионистская партия и 16 — Социал-демократическая и лейбористская партия.
В результате распада правительственной коалиции в январе 2017 года, после того, как лидер националистической партии Шинн Фейн Мартин Макгиннес подал в отставку с поста заместителя первого министра, 3 апреля 2017 года в этой части страны были проведены досрочные выборы в Ассамблею Северной Ирландии (Стормонт). В результате выборов, Демократическая юнионистская партия и Шинн Фейн, с её новым лидером Мишель О’Нил, заняли практически одинаковое количество мест (с разрывом в 1 место) в Ассамблее, что вызвало углубление разногласия между этими правящими партиями и привело к затяжному кризису власти, связанному с неспособностью сформировать действующее правительство в Северной Ирландии. После внеочередных всеобщих выборов в Великобритании 8 июня 2017 года, правительство меньшинства от консервативной партии во главе с Терезой Мэй начало переговоры с ДЮП, для заручения поддержкой при голосовании в Парламенте. При этом многие комментаторы и ведущие политики в Ирландии высказали мнение, что такое партнёрство может поставить под сомнение принципы Белфастского соглашения.

## Дальнейшее урегулирование соглашения в рамках «Брекзита»
Проблема Северной Ирландии наряду с финансовыми вопросами стала одной из самых трудных в переговорах Великобритании с остальными странами ЕС об условиях выхода Соединенного Королевства из Европейского Союза. Как Евросоюз, так и Ирландия и Великобритания выступают против восстановления границы между Северной Ирландией и Ирландской республикой, что закреплено положениями договора, а также отражено в предварительном итоговом меморандуме первой фазы переговоров по «брекситу», завершившейся в декабре 2017 года. В феврале 2018 года главный представитель ЕС на переговорах Мишель Барнье обнародовал проект будущего трёхстороннего межправительственного соглашения, предлагающего создание между Ирландией и Северной Ирландией зоны совместного регулирования для целей продолжения успешного функционирования единого рынка и таможенного союза ЕС на острове Ирландия.